# Trepidulus hyalinus
Trepidulus hyalinus es una especie de saltamontes de la subfamilia Oedipodinae, familia Acrididae. Esta especie se distribuye en Norteamérica (California y el norte de Baja California).